# Facção Central
Facção Central fue un grupo brasileño de rap, formado en São Paulo en 1989. Tuvo gran repercusión debido al fuerte contenido de sus letras y por la prisión de sus integrantes después de la difusión del videoclip de  su tema Isso Aqui É uma Guerra. La letra de esta canción describe un acto delictivo violento desde el punto de vista de los criminales.

## Historia
La banda de rap fue fundada en la zona central de la gran ciudad de São Paulo, en Brasil, por Nego (hoy conocido como Mag), Eduardo y Jurandir. Dum Dum y Garga se integraron cuando Nego y Jurandir dejaron la banda. A comienzos de 1998 Garga fue sustituido por Erick 12 quien más tarde también se retiró.
Se caracterizan por sus letras extremadamente violentas, por las que han recibido denuncias de realizar apología del delito.
Nacidos y crecidos en favelas, Eduardo (compositor e intérprete) y Dum Dum (intérprete) convivieron desde niños con la violencia social (incluida la de la policía), tráfico de drogas, toxicomanía, cárcel, etc. Ese pasado violento se convirtió en fuente de inspiración. 
En 2003 recibieron dos premios Hutúz, premios del hip hop brasileño, al mejor tema y al mejor álbum del año. En 2006 lo recibieron como mejor grupo o solista y en 2009 como mejor grupo o solista de la década.
En 2013, Eduardo y Smith abandonaron la banda, siendo reemplazados tiempo después por Moysés hasta 2014. Tras la salida de Eduardo, Dum-Dum llevó a cargo las responsabilidades de la banda hasta su muerte en 2023, producto de un accidente cerebrovascular el 12 de mayo de ese año.

## Discografía
Antologías
- 1993 - Movimento Rap Vol. 2
- 1999 - Família Facção
- 2014 - Meu Campo de Guerra É Verde e Amarelo

Álbumes de estudio
- 1995 - Juventude de Atitude
- 1998 - Estamos de Luto
- 1999 - Versos Sangrentos
- 2001 - A Marcha Fúnebre Prossegue
- 2003 - Direto do Campo de Extermínio
- 2006 - O Espetáculo do Circo dos Horrores
- 2015 - A Voz do Periférico

Álbumes en vivo
- 2005 - Facção Central - Ao Vivo